# Janet McTeer
Janet McTeer (Newcastle upon Tyne, 5 agosto 1961) è un'attrice britannica.
Vincitrice di un Golden Globe, un Tony Award, un Drama Desk Award e un Laurence Olivier Award, McTeeer ha ricevuto due candidature al Premio Oscar, rispettivamente come migliore attrice per In cerca d'amore (1999) e come miglior attrice non protagonista per Albert Nobbs (2011). Per la sua performance nel film In cerca d'amore si è aggiudicata il Golden Globe per la migliore attrice in un film commedia o musicale. Altri ruoli includono Cime tempestose (1992), Carrington (1995), Velvet Goldmine (1998), As You Like It - Come vi piace (2006), The Divergent Series (2015–2016) e The Menu (2022).
In televisione, per la sua interpretazione di Clementine Churchill nel film televisivo Into the Storm - La guerra di Churchill (2009) ha ricevuto una candidatura al Premio Emmy. È anche nota per i suoi ruoli in Damages (2012), The White Queen (2013), The Honourable Woman (2014), Jessica Jones (2018), Sorry for Your Loss (2018-2019) e Ozark (2018–2020).

## Biografia
Debutta professionalmente nel mondo del cinema nel 1984, e nel 1986 è stata nominata per l'Olivier Award come miglior esordiente. Nel 1997 ha vinto un Olivier Award e un Tony Award, per il ruolo di Nora in Casa di bambola. Tra gli altri ruoli teatrali vi sono Yelena in Zio Vanja (Londra), Veronique in Il dio del massacro (London & New York), la Marchesa de Merteuil in Les Liaisons Dangereuses e la protagonista in Maria Stuarda (Londra e New York), che le ha fatto vincere nel 2009 il Drama Desk Award per la migliore attrice.
In televisione, ha interpretato il ruolo di Lynda La Plante in Il governatore (1995-96), e ha ricevuto una nomination al Premio Emmy per Into the Storm (2009) e una nomination ai Golden Globe per la The White Queen (2013). Ha vinto il Golden Globe per la migliore attrice in un film commedia o musicale, un Satellite Award e un National Board of Review of Motion Pictures e ricevuto la candidatura all'Oscar alla miglior attrice nel 2000 per il film In cerca d'amore. Nel 2012 riceve la candidatura all'Oscar alla miglior attrice non protagonista per Albert Nobbs. I suoi altri ruoli cinematografici includono Hawks (1988), Cime tempestose (1992), Carrington (1995), Tideland - Il mondo capovolto (2005) e As You Like It - Come vi piace (2006).

## Filmografia

### Attrice

#### Cinema
- Mistery, regia di Bob Swaim (1986)
- Hawks, regia di Robert Ellis Miller (1988)
- Cime tempestose (Wuthering Heights), regia di Peter Kosminsky (1992)
- Carrington, regia di Christopher Hampton (1995)
- Velvet Goldmine, regia di Todd Haynes (1998)
- In cerca d'amore (Tumbleweeds), regia di Gavin O'Connor (1999)
- Waking the Dead, regia di Keith Gordon (2000)
- Quando verrà la pioggia (The Intended), regia di Kristian Levring (2002)
- Tideland - Il mondo capovolto (Tideland), regia di Terry Gilliam (2005)
- As You Like It - Come vi piace (As You Like It), regia di Kenneth Branagh (2006)
- The Island, regia di Elizabeth Mitchell e Brek Taylor (2011)
- Albert Nobbs, regia di Rodrigo García (2011)
- The Woman in Black, regia di James Watkins (2012)
- Hannah Arendt, regia di Margarethe von Trotta (2013)
- Angelica, regia di Mitchell Lichtenstein (2015)
- Padri e figlie (Fathers and Daughters) regia di Gabriele Muccino (2015)
- The Divergent Series: Insurgent, regia di Robert Schwentke (2015)
- Io prima di te (Me Before You), regia di Thea Sharrock (2016)
- Paint It Black, regia di Amber Tamblyn (2016)
- L'amore oltre la guerra (The Exception), regia di David Leveaux (2016)
- The Menu, regia di Mark Mylod (2022)
- Mission: Impossible - The Final Reckoning, regia di Christopher McQuarrie (2025)

#### Televisione
- Juliet Bravo – serie TV, episodio 6x08 (1985)
- Gems – serie TV, episodi 2x01-2x02 (1986)
- Theatre Night – serie TV, episodio 2x03 (1987)
- Les Girls – serie TV, 7 episodi (1988)
- Portrait of a Marriage, regia di Stephen Whittaker – miniserie TV (1990)
- 102 Boulevard Haussmann, regia di Udayan Prasad – film TV (1990)
- Saint-Ex, regia di Anand Tucker – film TV (1996)
- Miss Marple (Agatha Christie's Marple) – serie TV, episodio 1x02 (2004)
- Five Days – serie TV, 5 episodi (2007)
- Ragione e sentimento (Sense and Sensibility), regia di John Alexander – miniserie TV (2008)
- Into the Storm - La guerra di Churchill (Into the Storm), regia di Thaddeus O'Sullivan – film TV (2009)
- Damages – serie TV, 10 episodi (2012)
- The White Queen, regia di James Kent, Jamie Payne e Colin Teague – miniserie TV, 6 puntate (2013)
- The Honourable Woman, regia di Hugo Blick – miniserie TV, 8 puntate (2014)
- Battle Creek – serie TV, 13 episodi (2015)
- Jessica Jones – serie TV, 11 episodi (2018)
- Ozark – serie TV, 17 episodi (2018-2022)
- Sorry for Your Loss – serie TV, 20 episodi (2018-2019)
- Kaos – serie TV, 8 episodi (2024)
- The Old Man – serie TV, 4 episodi (2024)
- Gangs of London – serie TV, episodio 3x08 (2025)
- MobLand – serie TV, 4 episodi (2025)

### Doppiatrice
- Maleficent, regia di Robert Stromberg (2014)

## Teatro
- Madre Coraggio e i suoi figli di Bertolt Brecht, regia di Richard Digby Day. Nottingham Playhouse di Nottingham (1983)
- Come vi piace di William Shakespeare, regia di Nicholas Hytner. Royal Exchange Theatre di Manchester (1986)
- The Grace of Mary Traverse di Timberlake Wertenbaker, regia di Danny Boyle. Royal Court Theatre di Londra (1986)
- Sogno di una notte di mezza estate di William Shakespeare, regia di Bill Alexander. Royal Shakespeare Theatre di Stratford-upon-Avon (1986)
- Worlds Apart di Jose Triana, regia di Nick Hamm. The Other Place di Stratford-upon-Avon e Barbican Centre di Londra (1986)
- The Storm di John Drinkwater and Alexander Ostrovsky, regia di Nick Hamm. Barbican Centre di Londra (1986)
- Worlds Apart di Jose Triana, regia di Nick Hamm. Gulbenkian Studio di Newcastle upon Tyne (1987)
- Sogno di una notte di mezza estate di William Shakespeare, regia di Bill Alexander. Gulbenkian Studio di Newcastle upon Tyne (1987)
- Greenland di Howard Brenton, regia di Simon Curtis. Royal Court Theatre di Londra (1988)
- Zio Vanja di Anton Čechov, regia di Sean Mathias. Royal National Theatre di Londra (1992)
- Molto rumore per nulla di William Shakespeare, regia di Matthew Warchus. Queen's Theatre di Londra (1993)
- Simpatico di Sam Shepard, regia di James Macdonald. Royal Court Theatre di Londra (1995)
- Casa di bambola di Henrik Ibsen, regia di Anthony Page. Theatre Royal di Bath, Playhouse Theatre di Londra, Belasco Theatre di Broadway (1997)
- La duchessa di Amalfi di John Webster, regia di Matthew Warchus. National Theatre di Londra (2003)
- La bisbetica domata di William Shakespeare, regia di Phyllida Lloyd. Globe Theatre di Londra (2003)
- Maria Stuart di Friedrich Schiller, regia di Phyllida Lloyd. Donmar Warehouse di Londra (2005)
- Il dio del massacro di Yasmina Reza, regia di Matthew Warchus. Gielgud Theatre di Londra (2008)
- Maria Stuart di Friedrich Schiller, regia di Phyllida Lloyd. Broadhurst Theatre di Broadway (2009)
- Il dio del massacro di Yasmina Reza, regia di Matthew Warchus. Bernard B. Jacobs Theatre di Broadway (2010)
- Les Liaisons Dangereuses di Christopher Hampton, regia di Josie Rourke. Donmar Warehouse di Londra (2015), Booth Theatre di Broadway (2016)
- La bisbetica domata di William Shakespeare, regia di Phyllida Lloyd. Delacorte Theater di New York (2016)
- Bernhardt/Hamlet di Theresa Rebeck, regia di Moritz von Stuelpnagel. American Airlines Theatre di Broadway (2018)
- Phaedra, testo e regia di Simon Stone. National Theatre di Londra (2023)

## Riconoscimenti
- Premio Oscar
  - 2000 – Candidatura per la miglior attrice per In cerca d'amore
  - 2012 – Candidatura per la miglior attrice non protagonista per Albert Nobbs
- Golden Globe
  - 2000 – Migliore attrice in un film commedia o musicale per In cerca d'amore
  - 2010 – Candidatura per la miglior attrice non protagonista in una serie per Into the Storm - La guerra di Churchill
  - 2012 – Candidatura per la migliore attrice non protagonista per Albert Nobbs
  - 2014 – Candidatura per la miglior attrice non protagonista in una serie per The White Queen
- Chicago Film Critics Association Award
  - 1999 – Candidatura per la migliore attrice per In cerca d'amore
  - 1999 – Candidatura per la migliore attrice più promettente per In cerca d'amore
- Critics' Choice Awards
  - 2021 – Candidatura per la miglior attrice non protagonista in una serie drammatica per Ozark
- Premio Emmy
  - 2009 – Candidatura per la migliore attrice non protagonista in una miniserie o film per la televisione per Into the Storm – La guerra di Churchill

- Independent Spirit Awards
  - 2000 – Candidatura per la miglior attrice protagonista per In cerca d'amore
  - 2012 – Candidatura per la miglior attrice non protagonista per Albert Nobbs
- Premio Laurence Olivier
  - 1986 – Candidatura per la migliore esordiente in un'opera teatrale per The Grace of Mery Traverse
  - 1992 – Candidatura per la miglior attrice per Zio Vanja
  - 1997 – Miglior attrice per Casa di bambola
  - 2006 – Candidatura per la miglior attrice per Maria Stuart
  - 2016 – Candidatura per la miglior attrice per Les Liaisons Dangereuses
  - 2023 – Candidatura per la miglior attrice per Phaedra
- Los Angeles Film Critics Association Award
  - 2011 – Candidatura per la miglior attrice non protagonista per Albert Nobbs

- National Board of Review Awards
  - 1999 – Miglior attrice per In cerca d'amore
- Satellite Award
  - 2000 – Migliore attrice per In cerca d'amore
  - 2009 – Candidatura per la miglior attrice in una miniserie o film per la televisione per Into the Storm – La guerra di Churchill
  - 2011 – Candidatura per la migliore attrice non protagonista per Albert Nobbs
- Screen Actors Guild Award
  - 2000 – Candidatura per la migliore attrice cinematografica per In cerca d'amore
  - 2012 – Candidatura per la migliore attrice non protagonista cinematografica per Albert Nobbs
  - 2019 – Candidatura per il miglior cast in una serie drammatica per Ozark
- Tony Award
  - 1997 – Miglior attrice protagonista in un'opera teatrale per Casa di bambola
  - 2009 – Candidatura per la miglior attrice protagonista in un'opera teatrale per Maria Stuart
  - 2019 – Candidatura per la miglior attrice protagonista in un'opera teatrale per Bernhardt/Hamlet

## Doppiatrici italiane
Nelle versioni in italiano delle opere in cui ha recitato, Janet McTeer è stata doppiata da:
- Fabrizia Castagnoli in As You Like It - Come vi piace, The White Queen, Ozark, Kaos, Mission: Impossible - The Final Reckoning
- Roberta Pellini in Ragione e sentimento, The Woman in Black, L'amore oltre la guerra, The Menu
- Alessandra Korompay in Hannah Arendt, The Honourable Woman, The Devergent Series: Insurgent, Gangs of London
- Roberta Greganti in Quando verrà la pioggia, Battle Creek
- Maria Pia Di Meo in Into the Storm - La guerra di Churchill, Damages
- Emanuela Rossi in Miss Marple, MobLand
- Laura Boccanera in In cerca d'amore
- Gabriella Pochini in Tideland - Il mondo capovolto
- Pinella Dragani in Five Days
- Laura Romano in Albert Nobbs
- Antonella Baldini in Jessica Jones
- Alessandra Cassioli in Io prima di te
- Beatrice Margiotti in The Old Man

Da doppiatrice è sostituita da:
- Roberta Greganti in Maleficent